# A Symposium on Popular Songs
A Symposium on Popular Songs ist ein US-amerikanischer animierter Kurzfilm von Bill Justice aus dem Jahr 1962.

## Handlung
Der Erpel Professor Ludwig von Drake lädt in sein mondänes Anwesen, um einige seiner bekannten Musikstücke zu präsentieren. Zu Beginn seiner Musikkarriere war er arm und trug kaputte Kleidung („rags“), dass er kurz darauf den Ragtime erfand. Das Lied Rutabaga Rag ertönt und Obst und Gemüse beginnen dazu zu tanzen. In den 1920er-Jahren erfand von Drake den Charleston und ein Helen Kane ähnelnder Flapper beginnt Charleston Charlie zu singen. Es folgte die Great Depression und von Drake verlor sein Geld. Von den letzten Dollars kaufte er sich ein Klavier und schrieb seinen größten Hit, den Jazz-Titel Although I Dropped $100,000.
Seine nächste Erfindung, das Mikrofon, ließ von Drake zum Crooner werden. Es folgt der Titel The Love Ballad (Blue for You). Aus Langeweile fertigt von Drake einen Scherenschnitt, der drei zusammenhängende Frauen zeigt, die den The Andrews Sisters ähneln. Diese sind die Idealbesetzung für einen Boogie Woogie, der nun zu hören ist: Der Titel The Boogie Woogie Bakery Man behandelt einen Glückskeksbäcker, der sich in eine Frau verliebt. In der Fernsehsendung The von Drake Hour, die sich Ludwig von Drake nun im Fernsehen ansieht, ist der Doo-Wop Puppy Love Is Here to Stay zu hören. Später geht von Drake in sein Tonstudio, wo er dem Zuschauer die Neuheit des stereofonen Klangs nahebringen will, doch hat er die Schallplatte vergessen. So beginnt von Drake nun, mit vollem Erpelkörpereinsatz den Rockabilly Rock, Rumble and Roar zu singen, in den sämtliche bisher gehörten Lieder eingeschnitten werden. Ludwig von Drake beendet den Titel aus vollem Schnabel schreiend und sein Anwesen beginnt zu wackeln.

## Produktion
A Symposium on Popular Songs kam am 19. Dezember 1962 in die Kinos. Einzelne Szenen wurden in Stop-Motion und in Cut-Out-Animation realisiert.

## Synchronisation
| Rolle                      | Originalsprecher |
| -------------------------- | ---------------- |
| Ludwig von Drake           | Paul Frees       |
| Andrew Sisters, Helen Kane | Gloria Wood      |
| Sänger                     | Billy Storm      |
| Bing Crosby                | Skip Farrell     |

## Auszeichnungen
A Symposium on Popular Songs wurde 1963 für einen Oscar in der Kategorie „Bester animierter Kurzfilm“ nominiert, konnte sich jedoch nicht gegen The Hole durchsetzen.